# International Centre

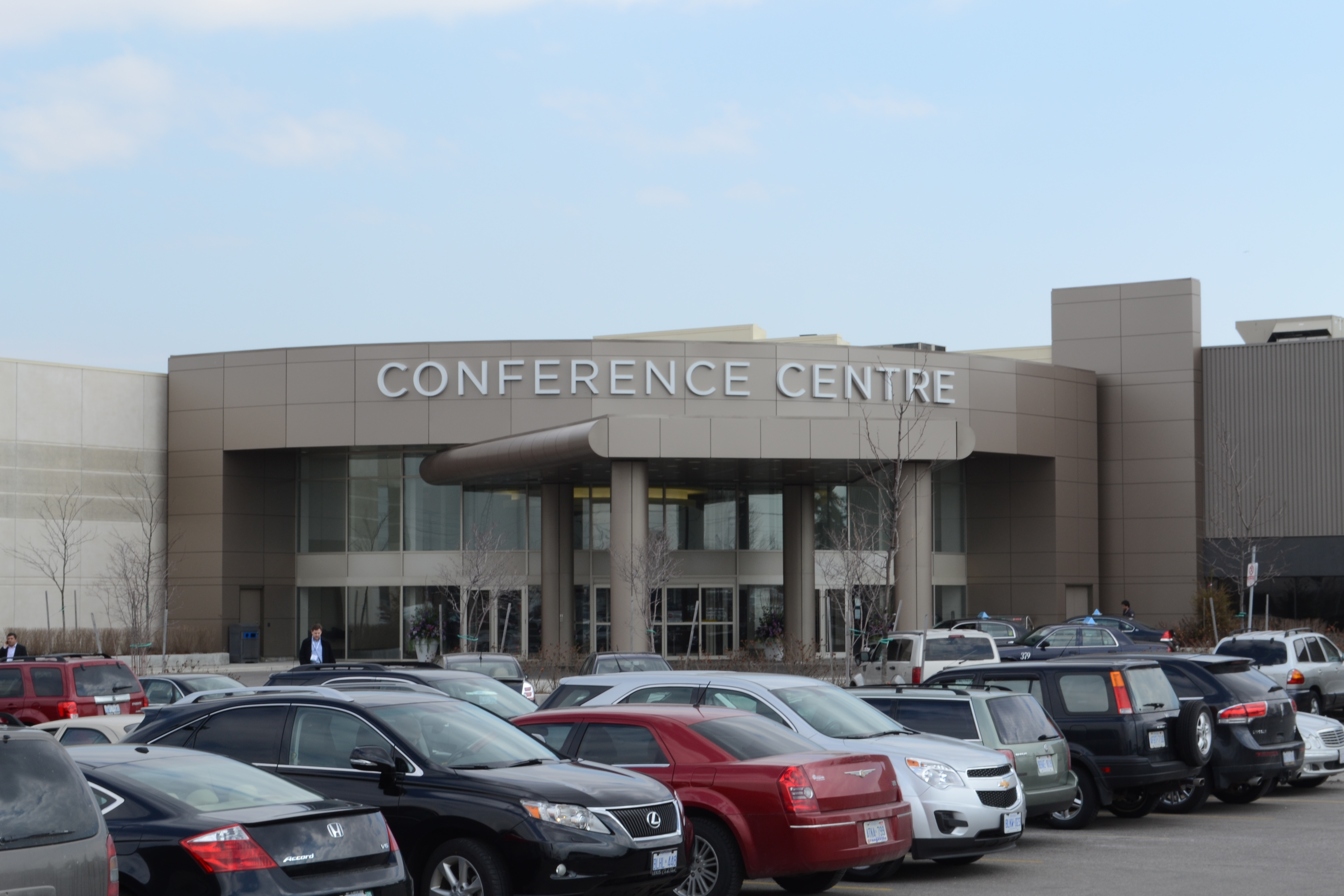
Imagem externa do International Centre

O International Centre é um centro de convenções multiuso aberto em 1972. Localiza-se em Mississauga, Ontário, Canadá, próximo ao Aeroporto Internacional Pearson de Toronto. 

## História
Inaugurado em 1972, seu espaço para exposição quase duplicou dos 24 mil metros quadrados originais, após uma grande expansão e renovação em 2002. Ele possui atualmente mais de 50, 900 mil metros quadrados de espaço para exposições e reuniões e aproximadamente 93,000 metros quadrados de área construída, que incluí espaço para exposições, reuniões, espaço para escritórios e lojas.
O International Centre está  intimamente ligado à história da aviação do Canadá. Durante a década de 1950, o local foi a casa da empresa Orenda Engines Limited e utilizada no desenvolvimento do motor a jato iroquois para o caça Avro Arrow. Mais tarde, o local foi comprado por um grupo de investidores privados de DeHavilland em 1971, o que levou ao desenvolvimento de seu uso atual hoje, como uma importante instalação multifuncional.